# Лядова, Вера Александровна
Вера Александровна Лядова (15 [27] марта 1839 — 24 марта [5 апреля] 1870) — русская певица (сопрано), балерина, артистка оперетты.

## Биография
Вера Лядова родилась в артистической семье. Отец — Александр Николаевич Лядов — известный балетный дирижёр императорских театров; его брат Константин Лядов — главный капельмейстер русской оперы в Петербурге. Двоюродный брат Веры Анатолий Константинович Лядов — русский композитор, дирижёр, педагог, двоюродная сестра В. К. Лядова-Сариотти — актриса Александринского театра.
C 10 лет обучалась в Императорском Санкт-Петербургском театральном училище. В 1865 году Лядова была принята в балетную труппу Петербургских Императорских театров. Как отмечается в источниках, немало способствовали её популярности «великолепная сценическая внешность, врождённая музыкальность, красивый по тембру голос, отменные хореографические данные, юмор и особый шик каскадной опереточной актрисы». Она одинаково успешно выступала и в оперетте, и в драме, и в балете.
Дебют Лядовой — роль Анюты в водевиле «Барская спесь и Анютины глазки» на сцене Александринского театра. В 1868 году она играет в Каменноостровском театре в водевиле «Мельничиха в Марли» и в нескольких пьесах Красносельского театра.
Успех и признание Лядовой принесла оперетта «Прекрасная Елена» Жака Оффенбаха. Поставленная в Александринском театре в 1868 году, два года спустя после премьеры в Михайловском театре, пьеса выдержала здесь сорок два представления в первый же сезон.
Зритель шёл в Александринский театр «на Лядову». Её имя в афише обеспечивало не просто полный сбор, но всякий раз — торжество, триумф «царицы канкана». Билеты на спектакль добывались чудом — лишь по предварительной записи в театральной конторе. Сразу после премьеры критик «Отечественных записок» писал: «Театр постоянно полон, билеты достаются с величайшим трудом, за них платят вдвое, втрое, впятеро противу настоящей цены (один барышник уверял меня, что если бы у него был пятирублёвый билет в бельэтаж для третьего представления, то он сейчас же продал бы его за пятьдесят рублей!). Русскую „Прекрасную Елену“ спешат видеть все». По точному определению М. О. Янковского, «начиная с постановки „Прекрасной Елены“ петербургская императорская драма обращается на 5-6 лет в настоящий театр оперетты, если оценивать этот этап с точки зрения репертуарного насыщения».
После «Прекрасной Елены» Лядова играет в более слабых опереттах, специально для неё переведённых или возобновлённых: «Царство женщин», «Слабая струна», «Все мы жаждем любви», «Маленький Фауст», «Птички певчие» и др. Однако, по свидетельству современников, и в этих ничтожных пьесах она была неподражаема.
Была замужем за артистом балета и балетмейстером Львом Ивановым. Они прожили в браке 10 лет, однако тот был несчастливым, в результате чего в 1869 году последовал развод. У них появилось трое детей: первенец скончался в младенчестве, а младший родился глухонемым.

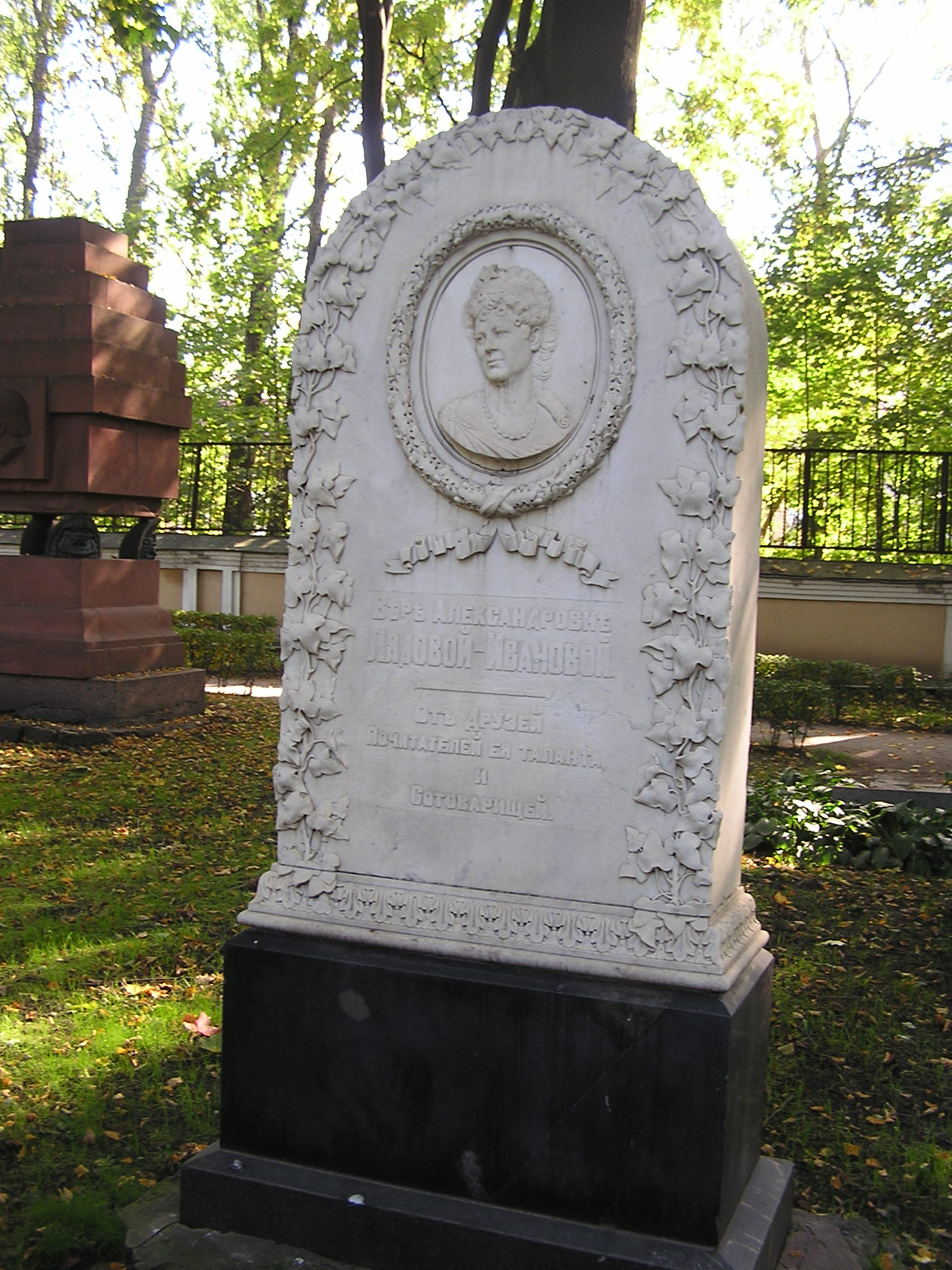
Могила В. А. Лядовой в Некрополе мастеров искусств Александро-Невской лавры в Санкт-Петербурге

Вера Александровна Лядова скончалась 24 марта 1870 года в возрасте 31-го года в Санкт-Петербурге и была похоронена на Смоленском православном кладбище. В 1930-х годах захоронение было перенесено в Некрополь мастеров искусств Александро-Невской лавры.

## Репертуар
- 25 (13) февраля 1864 — Амур, «Фиаметта, или Торжество любви» Людвига Минкуса, балетмейстер Артур Сен-Леон (первая исполнительница партии).